# Morgan Gould
Morgan Leonard Gould (nacido en Soweto, Sudáfrica, 23 de marzo de 1983) es un futbolista internacional sudafricano. Juega de defensa y su equipo actual es el Kaizer Chiefs FC.

## Trayectoria
Morgan Gould, que actúa de defensa central, empezó su carrera futbolística en varios equipos juveniles: Wits University, Bedfordview y Jomo Cosmos.
En 2002 debuta con la primera plantilla del Jomo Cosmos. Con este equipo gana un torneo MTN 8 y dos Telkom Knockout. En la temporada 2007-08 el equipo desciende a la Primera División de Sudáfrica y Morgan Gould decide abandonar el club.
Ese mismo verano firma un contrato con su actual club, el Supersport United. Con este equipo gana una Liga en su primera temporada.

## Selección nacional
Ha sido internacional con la Selección de fútbol de Sudáfrica en 26 ocasiones. Su debut con la camiseta nacional se produjo el 30 de septiembre de 2008 en un partido contra Malaui.
Fue convocado para la Copa FIFA Confederaciones 2009, aunque el entrenador no le dio la oportunidad de debutar en ese torneo.

## Clubes
| Club                      | País      | Año       |
| ------------------------- | --------- | --------- |
| Jomo Cosmos Football Club | Sudáfrica | 2002-2008 |
| Supersport United         | Sudáfrica | 2008-2012 |
| Kaizer Chiefs FC          | Sudáfrica | 2012-     |

## Palmarés
- 1 Liga de Sudáfrica (Supersport United, 2008-09)
- 1 MTN 8 (Jomo Cosmos, 2003)
- 2 Telkom Knockout (Jomo Cosmos, 2002 y 2005)